# To Heart

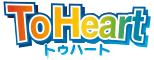
Data:1999 Autor:Leaf / Aquaplus company

To Heart é um jogo de computador japonês, do gênero conhecido como dating simulation ou love simulation (são jogos em que o protagonista desenvolve relacionamentos com pessoas do outro sexo).
To Heart foi lançado para o PC em 1997 pela produtora Leaf/Aquaplus e era um jogo adulto, com cenas de sexo. Posteriormente o jogo foi transposto para o PlayStation, ganhando vozes. Posteriormente, foi lançada uma segunda versão para o PC, chamada "To Heart PSE", igual à versão PlayStation, mais alguns jogos adicionais.
Em 1999, To Heart foi transformado em uma sére de anime de 13 episódios pela produtora KSS. Em 2004/2005, foi criada uma segunda série de anime, intitulada To Heart ~Remember My Memories~. A segunda série tem um visual mais parecido com o dos jogos, embora a maioria dos fãs considere o visual do primeiro anime mais bonito.
To Heart ganhou uma imensa multidão de fãs e inúmeros doujinshis foram criados apresentando os seus personagens.

## Os personagens
- Hiroyuki Fujita (藤田浩之 Fujita Hiroyuki), protagonista
- Akari Kamigishi (神岸あかり Kamigishi Akari)
- Shiho Nagaoka (長岡志保 Nagaoka Shiho)
- Masashi Sato (佐藤雅史 Satō Masashi)
- Serika Kurusugawa (来栖川芹香 Kurusugawa Serika)
- Ayaka Kurusugawa (来栖川綾香 Kurusugawa Ayaka)
- Aoi Matsubara (まつばら あおい Matsubara Aoi)
- Remy/Lemmy Miyauchi (宮内レミィ Miyauchi Remii)
- Kotone Himekawa (姫川琴音 Himekawa Kotone)
- Rio Hinayama (雛山理緒 Hinayama Rio)
- Tomoko Hoshina (保科智子 Hoshina Tomoko)
- Multi (HMX-12)
- Serio (HMX-13)

## Mangá
Existem várias versões mangá de To Heart no Japão, todas publicadas por empresas diferentes. A maioria delas foi criada por autores de doujinshis, antes de serem compiladas.
Uma versão mangá criada por Ukyou Takao, lançada no Japão pela Media Works, foi traduzida para o inglês e publicada nos Estados Unidos pela ADV Mangá.

## CDs de áudio
Vários CDs foram produzidos, tanto relativos ao jogo quanto às séries de anime.
Alguns deles são:
- To Heart: Animation Sound Track
- To Heart: Original Sound Track [KICA5038(FA001)]
- Feeling Heart: To Heart Single [KIDA5502(FS001)]

## DVDs japoneses
O anime To Heart foi lançado no Japão em 7 DVDs, cujos números de catálogo são KSXA-23610, KSXA-23611, KSXA-23612, KSXA-23613, KSXA-23614, KSXA-23615 e KSXA-23616. 
O anime To Heart ~Remember My Memories~ também foi lançado em 7 DVDs no Japão e os números de catálogo são FCBP-1, FCBP-2, FCBP-3, FCBP-4, FCBP-5, FCBP-6 e FCBP-7.

## Anime em outras línguas
Para o ano de 2007, está previsto o lançamento da série nos Estados Unidos, em DVDs oficiais, pela produtora The Right Stuf.